# Лесковик
Лесковик (на албански: Leskoviku, понякога Лесковец или Лесковеч, e град в Албания. Населението му е 1525 жители (2011 г.). Намира се в часова зона UTC+1. Пощенският му код е 7402, а телефонният е 0871. МПС кодът му е ER.